# Belangenorganisatie
Een belangenorganisatie is een organisatie voor belangenbehartiging. Het gaat vrijwel altijd om een duidelijk omschreven doel met een specifiek maatschappelijk nut en er zijn meestal leden of donateurs betrokken bij de belangenorganisatie.
Alle vakbonden zijn belangenorganisaties, evenals alle consumentenorganisaties en  patiëntenorganisaties. Belangenorganisaties hebben een grote rol in het maatschappelijk leven en vormen vaak de basis voor grote maatschappelijke veranderingen, zoals in het geval van de vakbeweging het minimumloon en de achturige werkdag. Daarnaast bestaan er bijvoorbeeld milieuorganisaties, sportbonden en specifiek in Nederland ook omroeporganisaties, die op minder directe wijze of via koepels de belangen van hun leden nastreven. 

## Organisatiestructuur
Een belangenorganisatie kan verschillende rechtspersonen kiezen. Veelvoorkomend zijn de vereniging en de stichting. 

### Vereniging
Bij een belangenorganisatie die een vereniging is, hebben de leden inspraak en kiezen direct of getrapt een bestuur, waarvan de leden meestal een duidelijk beperkte zittingsduur hebben (tussen twee en vier jaar). Vaak hebben deze instellingen een ledenraad, dat is een beperkt aantal geïnteresseerde leden, die vaak het 'parlement' vormen en ook meestal het bestuur kiezen. Vaak is er bovendien nog een raad van toezicht, bestaande uit niet-leden met een ruime ervaring op het werkterrein van de vereniging, die een adviserende taak hebben. Voor de uitvoering wordt er meestal een directeur aangesteld, die het secretariaat leidt en de overige diensten van de vereniging. Deze draagt ook de juridische verantwoordelijkheid voor de dagelijkse gang van zaken en kan bijvoorbeeld mensen in dienst nemen of ontslaan. 

#### Financiën
Zoals bij vrijwel alle verenigingen betalen leden meestal contributie, waarvoor zij vaak ook een aantal tegenprestaties krijgen, zoals een ledenblad of speciale toegang tot een website. Daarnaast bieden veel verenigingen extra diensten aan, soms vanuit de vereniging zelf, soms via andere kanalen, waar de leden korting krijgen maar die de vereniging toch winst opleveren. Dit aspect mag echter niet gaan overheersen, omdat dan het verenigingskarakter verdwijnt en bijvoorbeeld de fiscus een vereniging kan gaan beschouwen als een bedrijf, met alle consequenties van dien, zoals het betalen van vennootschapsbelasting en het verplicht heffen van btw, wat niet alleen extra uitgaven met zich meebrengt, maar ook aanzienlijke administratieve inspanningen.

### Stichtingen
Bij belangenorganisaties die een stichting zijn, benoemen de zittende bestuursleden meestal de nieuwe bestuursleden. Invloed van buitenaf is daardoor beperkter dan bij verenigingen, die verplicht zijn rekening en verantwoording af te leggen aan hun leden, en waarvan het bestuur meestal benoemd wordt door een verkiezing door een ledenraad.

## Activiteiten
De activiteiten van belangenorganisaties kunnen zeer uiteenlopen. Sommige belangenorganisaties kunnen beschikken over een uitgebreid aantal mogelijkheden, zoals een fors budget uit meestal contributie en eventueel vergoeding voor diensten. Hun activiteiten zijn vaak drieledig: 
- Het informeren van leden en anderen over het bereiken van doelen en oplossen van problemen, benevens het aan de orde stellen van problemen (plaatsen op de politieke agenda)
- Het invloed uitoefenen op beslissende partijen in het betreffende werkveld (bij vakbonden zowel werkgevers als politici en overheid), ook wel omschreven als lobbyen
- Directe belangenbehartiging voor leden, vaak op juridisch terrein